# Municipio de Madison (condado de Williams)
El municipio de Madison (en inglés, Madison Township) es un municipio del condado de Williams, Ohio, Estados Unidos. Tiene una población estimada, a mediados de 2023, de 898 habitantes.

## Geografía
Está ubicado en las coordenadas 41°39′29″N 84°31′26″O / 41.65806, -84.52389. Según la Oficina del Censo, tiene una superficie total de 72.7 km², de los cuales 72.3 km² corresponden a tierra firme y 0.4 km² están cubiertos de agua.

## Demografía
Según el censo de 2020, en ese momento había 895 personas residiendo en la zona. La densidad de población era de 12.4 hab./km². El 93.85 % de los habitantes eran blancos, el 0.11 % era afroamericano, el 0.11 % era amerindio, el 0.34 % eran asiáticos,el 1.23 % eran de otras razas y el 4.36 % eran de una mezcla de razas. Del total de la población, el 4.02 % eran hispanos o latinos de cualquier raza.